# Muallakát
A Muallakát egy 8. századi arab versgyűjtemény (díván), mely a hagyomány szerint Hammád ar-Rávija, a híres regös munkája, és az arabok pogány korának, a dzsáhilijjának általa legjobbnak talált hét kaszídáját foglalja össze. Címének szó szerinti jelentése: „A muallakák”, azaz „A kifüggesztettek”; egyéb elnevezései: asz-Szumút (A gyöngyfüzér); asz-Szab at-tivál (A hét hosszú [költemény]).
A gyűjtemény nevének eredetével kapcsolatban mára már egyértelműnek tűnik, hogy Abu Zajd al-Kurasi híres antológiája, a Dzsamharat aasar al-arab egyik, ezen kaszídákat magába foglaló fejezetcímének önállósulásából keletkezett, ahol „gyöngysor” értelemben szerepel. Az arab világban 10. századtól elterjedt monda szerint az ukázi vásárokon rendezett költői versenyek győztes költeményeit Mekkában, a Kába falán drága szövetre arannyal hímezve függesztették ki, de ez minden bizonnyal nem igaz – a költői versenyekről más forrásunk nincs, ahogy a Kábán függő versekről sem; ráadásul a költők túl kevesen vannak ahhoz, és túl nagy köztük az időbeli eltérés, hogy rendszeres versengést feltételezhessünk.
A gyűjtemény klasszikus változatába került hét vers szerzője Amr ibn Kulszúm, Antara ibn Saddád, Imru l-Kajsz, Hárisz ibn Hilliza, Labíd ibn Rabía, Tarafa ibn al-Abd és Zuhajr ibn Abi Szulma, de már a középkorból ismertek más variációk. A leggyakoribb alternatíva an-Nábiga adz-Dzubjáni és Aasa Kajsz egy-egy költeményének szerepeltetése – a hetes egység fenntartása végett Antara és Ibn Hilliza helyett –, de sok helyütt még Abíd ibn al-Abraszt is muallaka-szerzőként tartják számon. Kurasi névadó fejezetében nyolc vers szerepel, Ibn al-Abrasz és Ibn Hilliza kaszídája kimarad. Olyan antológia is fennmaradt Tibrízitől, amely mind a tíz verset muallakának tekinti.